# Robinson nell'isola dei corsari
Robinson nell'isola dei corsari (Swiss Family Robinson) è un film del 1960 diretto da Ken Annakin.
Si tratta della seconda trasposizione cinematografica del romanzo del 1812 Il Robinson svizzero di Johann David Wyss (un primo adattamento era uscito nel 1940 per la RKO Pictures).

## Trama
Una famiglia svizzera di Berna – padre, madre e i loro tre figli – stanno emigrando in una colonia in Nuova Guinea per fuggire dalle guerre napoleoniche quando la loro nave è attaccata dai pirati e cerca una via di scampo dirigendosi verso una tempesta. La ciurma abbandona la nave, lasciando la famiglia a bordo, e la nave si adagia sugli scogli di un'isola disabitata. La famiglia raggiunge la terra assieme ai due alani del capitano.  Il padre, il figlio maggiore Fritz e il figlio mediano Ernst recuperano provviste e animali vivi dalla nave, che viene avvistata dai pirati; il padre li tiene alla larga innalzando una bandiera di quarantena, come se a bordo fosse scoppiata un'epidemia.
La famiglia scopre ben presto che l'isola ha una fauna molto varia, che comprende anche una pericolosa tigre. Per vivere in modo sicuro e confortevole, il padre, Fritz ed Ernst costruiscono un'elaborata casa sull'albero completa di una ruota idraulica. Il figlio minore Francis raccoglie diversi animali, tra i quali un giovane elefante asiatico, una scimmia e uno struzzo. Lo studioso Ernst ipotizza che un tempo l'isola potesse essere parte di un ponte continentale attaccato all'Asia. Mentre la famiglia si sistema, il padre pensa che vivendo a contatto con la natura hanno trovato tutto ciò di cui avevano bisogno nella vita. La madre, tuttavia, si preoccupa che i suoi figli non avranno mai la possibilità di crearsi una propria famiglia se nessuno verrà a salvarli, e permette che Fritz ed Ernst circumnavighino l'isola con una canoa per tracciarne una mappa e cercare altri insediamenti.
Durante la loro spedizione, Fritz ed Ernst s'imbattono nei pirati, che hanno catturato un'altra nave e preso in ostaggio il capitano e un mozzo per chiedere un riscatto. Salvano il mozzo, ma il capitano rifiuta di andare con loro sostenendo di non correre pericoli perché è sicuro di essere riscattato, e promette di tornare con una nave. Sfuggono a malapena ai pirati e, mentre si addentrano nella giungla, scoprono che il mozzo è in realtà una ragazza di nome Roberta; il capitano, che è suo nonno, l'ha fatta vestire come un ragazzo per proteggerla dalle mire dei pirati. Sopravvivono a un attacco di un anaconda ma si smarriscono. I fratelli litigano su cosa fare, con Fritz che insiste ruvidamente per proseguire. Salvano una zebra dai predatori e dalle sabbie mobili e, usandola come cavalcatura, tornano alla casa sull'albero giusto in tempo per Natale.
Presumendo che i pirati verrebbero a cercare Roberta, la famiglia fa affondare completamente la nave naufragata per nascondere la propria posizione; inoltre fortifica uno sperone roccioso, costruendo opere di difesa e trappole esplosive. Fritz ed Ernst diventano rivali per le attenzioni di Roberta, la quale, credendo che suo nonno tornerà una volta pagato il riscatto, intende far ritorno a Londra; Ernst è interessato a frequentare la scuola là, mentre Fritz proseguirebbe piuttosto per la Nuova Guinea per costruirsi una casa per proprio conto. Ciononostante, si sviluppa una sentimento tra Fritz e Roberta, col risultato che i fratelli si guardano in cagnesco tra loro. Per alleggerire la tensione, il padre dichiara un giorno di festa. Quella notte, Francis fa in modo di acchiappare la tigre in una delle fosse che hanno scavato.
La festa comincia con una corsa, nella quale i ragazzi e Roberta cavalcano diversi animali. I pirati, veleggiando nei paraggi, odono il suono dello sparo iniziale e sbarcano. La famiglia si ritira nel fortino, e gli assalitori cadono vittime delle trappole e delle opere di difesa. Il capo dei pirati chiede che gli sia consegnata Roberta,mentre i suoi uomini si avvicinano di soppiatto alla scarpata e li attaccano dalle retrovie. Mentre la famiglia sta per essere sopraffatta, appare una nave comandata dal nonno di Roberta,, che distrugge i pirati e la loro nave col fuoco dei cannoni.
Il capitano si offre di aiutare Ernst a entrare in un'università londinese, e di trasportare il resto della famiglia in Europa o in Nuova Guinea. I genitori, tuttavia, decidono di restare sull'isola e di tenere Francis con sé ancora per qualche anno. Il capitano prevede che l'isola diverrà una nuova colonia, e che il padre sarà nominato suo governatore. Fritz e Roberta, che si sono innamorati, decidono anch'essi di restare sull'isola. La famiglia saluta Ernst mentre col capitano e i marinai si allontana dall'isola.

## Produzione

### Sviluppo
Il film si basa su Der Schweizerische Robinson (tradotto in inglese come The Swiss Family Robinson), un romanzo scritto da Johann David Wyss. La RKO Pictures aveva già realizzato un adattamento nel 1940, diretto da Edward Ludwig. Dopo aver visto quel film, Walt Disney e Bill Anderson decisero di produrre una propria versione della storia. Anderson parlò col regista Ken Annakin durante le riprese di un altro film Disney dal vivo, La sfida del terzo uomo, presso Zermatt in Svizzera. Ken Annakin aveva già lavorato con Disney nel film d'avventura del 1953 adventure film La spada e la rosa. Nel suo soggiorno in Svizzera, Annakin lesse il libro e si domandò perché Disney volesse trasporre una storia così antiquata.

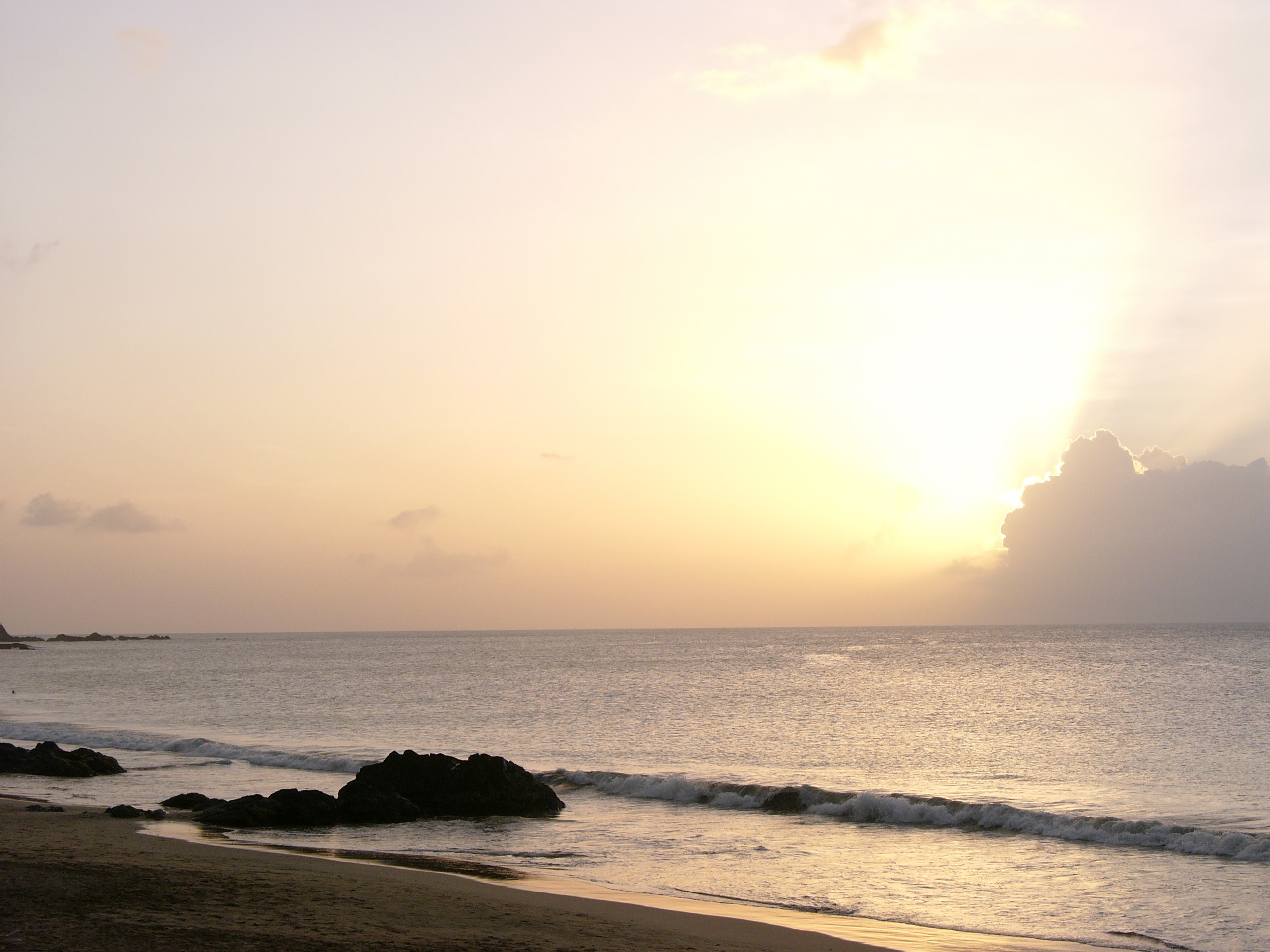
Il film fu girato interamente sull'isola di Tobago

Ci furono diversi incontri per decidere dove girare. Si discusse se realizzare il film in studio a Burbank in California o girare in esterni in un ambiente naturale. Annakin voleva girare il film a Ceylon, e il produttore associato Basil Keys in Africa orientale. Bill Anderson insisté a prendere in considerazione i Caraibi. Visitarono la Giamaica e Trinidad, ma non trovarono ciò che desideravano. Qualcuno a Trinidad suggerì loro un'isola vicina, Tobago. Quando videro l'isola per la prima volta, «se n'innamorarono a prima vista», e mandarono un telegramma ad Anderson, che andò a Tobago e la trovò corrispondente alle loro esigenze. Tuttavia, uno dei fattori limitanti di questa scelta era il fatto che l'isola non aveva una fauna selvatica locale. Dopo l'approvazione di Walt Disney, attori e tecnici ottennero i visti per un soggiorno di sei mesi a Tobago. Le riprese iniziarono nell'agosto del 1959 e terminarono solo prima del Natale di quell'anno. Le riprese da vicino degli attori sugli animali - per completare la scena della corsa attorno alla casa sull'albero - furono fatte nel gennaio del nuovo anno.

### Riprese
Richmond Bay appare in modo prominente come la spiaggia dei Robinson, mentre Mount Irvine Bay fu usata per la scena in cui i ragazzi salvano Roberta dai pirati. Le scena delle cascate con le liane furono filmate alla cascata Craig Hall a Moriah. Le rapide di Quashie (Carapuse) Bay a Belle Garden furono usate per il naufragio sulla scogliera, dando l'illusione che ciò accadesse in mare. Gli scogli di Bay Hill Rock, all'estremità della John Dial Beach, s a Hillsborough Bay, furono usati per riprendere la canoa che s'infrange sulle rocce. In questo luogo i ragazzi guadagnano la riva per liberare Roberta.
La casa sull'albero fu costruita su una pianta di Albizia saman alta 30 metri nell'area di Goldsborough Bay. Riferendosi alla casa sull'albero, Annakin disse che «era davvero solida, capace di sopportare il peso di venti membri dello staff e costruita in sezioni, così da poter essere smontata e ricostruita dalla famiglia nel film». L'albero non era un luogo dove poter girare facilmente, poiché c'erano solo tre ore utili di luce solare al giorno a causa del fogliame. La Walt Disney Productions costruì a Goodwood un grande studio, che ospitò delle repliche al chiuso sua della nave naufragata che della stanza principale della casa sull'albero. Tutte le scene con la famiglia sulla nave e all'interno della casa sull'albero furono girate allo studio Disney a Goodwood.
Il copione richiedeva animali, che arrivarono da diverse parti del mondo e dei quali si occuparono quattordici domatori. Gene Holter fu uno dei fornitori di animali dalla California, con i suoi domatori Ray Chandler e Fez Reynolds. I domatori s'incontravano col regista ogni giorno alle 16 per discutere degli atteggiamenti e dei gesti che gli animali avrebbero dovuto avere il giorno successivo; passavano la notte a insegnarglieli. Gli animali trasportati comprendevano otto cani, due tartarughe giganti, quaranta scimmie, due elefanti, sei struzzi, quattro zebre, cento fenicotteri, sei iene, due anaconda e una tigre.  Disney portò da Trinidad anche due avvoltoi reali, che al termine delle riprese furono liberati e tornarono a Trinidad.
Poco dopo l'inizio delle riprese a Tobago, i tecnici britannici si lamentarono dei loro stipendi e minacciarono di abbandonare la lavorazione e di tornare in patria. Cyril (Cid) Thawley, rappresentante presso il loro sindacato, la National Association of Theatrical and Kine Employees (NATKE), negoziò un nuovo contratto che prevedeva la retribuzione per lo straordinario.
Dopo la conclusione dei lavori, gli abitanti di Tobago convinsero Disney, che intendeva rimuovere tutte le prove della produzione, a lasciare la casa sull'albero, senza l'arredamento. Nel 1960 essa fu messa in vendita per 9000 dollari, una piccola parte del suo costo originario, e divenne poi una popolare attrazione per la gente del posto e i turisti, prima che la struttura fosse spazzata via dall'Uragano Flora nel settembre 1963.   L'albero esiste ancora a Goldsborough

## Accoglienza
La prima del film fu a New York il 10 dicembre 1960; l'uscita generale negli Stati Uniti avvenne il 21 dicembre successivo. Gli incassi in patria furono di 8,1 milioni di dollari, cosa che ne fece il quarto miglior incasso del 1960. Ricevette recensioni generalmente positive e rimane uno dei film Disney live-action più iconici Dopo la seconda uscita nel 1969, il film guadagnò altri 6.4 milioni di dollari in America settentrionale
Al momento della prima uscita del film, il critico Howard Thompson del New York Times lodò la sceneggiatura «è difficile immaginare come il film potesse essere un miglior racconto fresco, spiritoso e delicato dell'amore familiare in mezzo ad un isolamento primitivo e a pericoli». Nella sua Family Guide to Movies on Video, Henry Herx ha scritto: «Ben diretto da Ken Annakin, gran parte del divertimento per i bambini verrà dalle deliziose e ingegnose invenzioni costruite dalla famiglia, e dai loro rapporti con la fauna dell'isola». Tommy Kirk, che interpretava Ernst, disse che si trattava del film di cui andava più fiero. Il film ha un tasso di approvazione dell'84% sul sito Rotten Tomatoes.

### Edizione italiana
La versione italiana del film è stata curata da Roberto De Leonardis per la società Royfilm; il doppiaggio venne eseguito negli stabilimenti Fono Roma con le voci della C.D.C.

## Remake
Il 12 dicembre 2004, la rivista Variety annunciò che la Walt Disney Pictures stava sviluppando un remake di Robinson nell'isola dei corsari, con la Mandeville Films come coproduttore. Nel giugno 2005 fu riportata la notizia che Jonathan Mostow avrebbe diretto il remake, e che David Hoberman e Todd Lieberman l'avrebbero prodotto. Il mese seguente, fu divulgato che Lindsay Lohan veniva presa in considerazione per un ruolo
La produzione del remake non iniziò mai, e si credette che il progetto fosse stato accantonato fino al 2009, quando fu annunciato da /Film che vi si stava ancora lavorando, che era stato reintitolato The Robinsons e che avrebbe coinvolto Will Smith, Jada Pinkett Smith e i loro figli Trey, Jaden e Willow. In effetti, a partire da alcuni elementi di Robinson nell'isola dei corsari fu realizzato un film intitolato After Earth, con Will e Jaden Smith la regia di M. Night Shyamalan, uscito nel 2013.
Nel 2011, l'attore Bill Paxton espresse un serio interesse nel produrre e interpretare un remake del film originale :  «Ho parlato con un produttore/regista molto importante dell'idea di fare squadra per realizzarlo. Penso solo che sarebbe una gran cosa realizzare una versione un po' più adulta, PG-13 - e so che è qualcosa che potrebbe attirare il pubblico internazionale». Nel 2014 si annunciò che c'era la possibilità che Steve Carell  recitasse in un adattamento più moderno del film live-action, intitolato Brooklyn Family Robinson.